# 帯江鉱山
帯江鉱山（おびえこうざん、帯江銅山（おびえどうざん）とも）は、明治から大正にかけて岡山県都窪郡中庄村及び早島町で操業していた鉱山。現在の倉敷市中庄・黒崎及び都窪郡早島町早島にかけて存在した。名前に帯江とついているが、旧帯江村域内に鉱区はなかった。
主に黄銅鉱を産出する銅山であり、岡山市東区犬島に存在した犬島精錬所は、本鉱山が産出する銅の精錬を目的として建設された。
鉱山のあった丘陵地の近くを六間川（倉敷川の支流）が流れており、児島湾との間で容易に製品搬出や資材運搬できたことから「わが国に鉱山多しといえども、交通の便、ここに勝るところなし」と称えられることもあった。

## 歴史
岡山県倉敷市中庄・黒崎周辺の丘陵で銅鉱石が採掘されることは古くから知られており、8世紀中頃の東大寺盧舎那仏像の鋳造においては、同地の鉱石も用いられたという話も残っている。その後、江戸時代にも銅の採掘が行われていた。
明治初頭、地元民が新たな採掘を試み、いくつかの新しい坑道が開坑している。その後、複数の資本によって開発が行われるようになり、一帯には複数の鉱区が林立していた。1880年代後半（明治20年代初め）には、三菱合資会社（現在の三菱マテリアル）によって一部の鉱区が買収された。この時の買収額は、1万7216円であった。三菱による買収後、一帯の鉱区を総称して帯江鉱山と呼ぶようになった。しかし、三菱による鉱山開発は当時としても旧式の手掘りによる開発であったことから採算性が悪く、同社は帯江鉱山の開発をわずか4年で断念、1891年（明治24年）に岡山市の坂本金弥に鉱山を売却した。この時の売却額は買収額の僅か20%に満たない3400円と叩き売りに近い売却であった。一方坂本は、当時26歳と新進気鋭の実業家で、この時の資金を銀行からの借り入れで賄ったとされている。坂本による買収後、鉱石の採掘方法が見直され、トロッコのよる鉱石輸送、蒸気巻き上げ機による湧水排出を実現するなど、近代化が図られた。選鉱も近代化され、生産性は大きく向上した。
更に坂本は隣接する鉱区を買収し、鉱山の規模を大きく拡大させていく。1908年（明治41年）には三菱から買収した当初の約16倍、183ヘクタールに上るまでになった。この間にも、様々な鉱山開発技術が導入され、生産性はさらに向上していた。1909年（明治42年）には、出鉱量が年間6万トンを超え、当時川上郡吹屋町（現在の高梁市成羽町吹屋）に存在した吉岡鉱山に次ぐ、岡山県下第2位、日本国内でも5本の指に入る銅山となった。また、この時期に坂本は坂本合資会社を設立し、鉱山経営を坂本の個人経営から法人経営へと移行した。
鉱山の規模拡大に伴って、周辺地域への環境被害も大きくなっていった。帯江鉱山の銅精錬所は、中庄村（現在の倉敷市中庄・倉敷自動車学校付近）に存在していたが、精錬工程で排出される亜硫酸ガスによって、周囲一帯の山林の木々は枯れ、山々は禿山へと変貌してしまった。この他にも、イネやイグサ、ムギといった農産物への被害も顕著になっていた。更に、排水による水質汚染も甚大で、六間川などの周囲河川は、早くから生物が生息不可能な川になっていた。これらの環境被害に対して、坂本は補償金を支払うことで反対運動を抑えていた。しかし、栃木県・足尾銅山の鉱毒問題について、1901年（明治34年）に田中正造が明治天皇へ直訴をおこなったことにより、銅山における公害問題が大きく取り上げられるようになった。更に同様の問題を抱えていた別子銅山では周辺住民による精錬所移転運動が激化し、同鉱山を経営する住友合資会社が1908年（明治41年）に精錬所を瀬戸内海の四阪島に移転するなど、精錬所による公害問題への対応を余儀なくされるようになっていった。このため、坂本は精錬所を邑久郡朝日村犬島（現在の岡山市東区犬島）へと移転した（犬島精錬所）。この精錬所移転によって、帯江鉱山周辺での公害は改善したものの、単純な精錬所移転は犬島で同様の公害を引き起こしている。
1910年代に入ると、帯江鉱山の採掘量は低下、採算性は大きく悪化していく。坂本の新聞紙経営の失敗も相まって、坂本は鉱山売却を藤田組に打診。これに藤田組が応じ、1913年（大正2年）11月に帯江鉱山と犬島精錬所を売却。坂本は鉱山経営から手を引いた。藤田組によって経営が続けられていたものの、1916年（大正5年）にピークを迎えた銅価格は、第一次世界大戦が終息に向かうにつれて暴落。1919年（大正8年）には、ピーク時の半値にまで落ち、鉱山の経営に大きな打撃を与えた。結局、藤田組は1919年に帯江鉱山の操業停止を決定。これに伴って、犬島精錬所も操業を停止した。
鉱山跡地は、1930年（昭和5年）に大日本帝国陸軍の特別大演習地となり、昭和天皇の行幸もあった。1934年（昭和9年）に閉山。その後、太平洋戦争中に軍部の要請で採掘再開が試みられたものの、本格操業には至らず1949年（昭和24年）に完全に閉山した。
太平洋戦争後の1953年（昭和28年）、同和鉱業（藤田組が改称した企業、現在のDOWAホールディングス）が所有する帯江鉱山跡地の土地と、地元地権者が所有する土地を合わせて、ゴルフ場開発が開始され、岡山ゴルフ倶楽部・帯江コースが開場した。また、ゴルフ場とならなかった区域においても開発が行われ、現在では住宅地が造成されている。これらの開発によって、鉱山の遺構の多くは撤去、もしくは破壊されたが、現在でも発電所の煙突やレンガ建造物が残っている部分が存在する。